# Willy Bogner (1909–1977)
Wilhelm „Willy” Bogner (ur. 7 lutego 1909 w Traunstein, zm. 27 lipca 1977 w Hausham) – niemiecki biegacz narciarski i kombinator norweski reprezentujący III Rzeszę, dwukrotny medalista mistrzostw świata.

## Kariera
Igrzyska olimpijskie w Garmisch-Partenkirchen w 1936 roku były pierwszymi i zarazem ostatnimi w jego karierze. Zajął tam 12. miejsce w kombinacji norweskiej, a wraz z kolegami z reprezentacji był szósty w sztafecie 4 × 10 km. Na tych igrzyskach Bogner, jako jeden z zawodników, złożył ślubowanie olimpijskie.
W 1933 roku wystartował na mistrzostwach świata w Innsbrucku zajmując czwarte miejsce w sztafecie. Rok później, podczas mistrzostw w Sollefteå osiągnął swój pierwszy sukces wspólnie z Josefem Schreinerem, Walterem Motzem i Herbertem Leupoldem zdobywając srebrny medal w sztafecie. Startował także na mistrzostwach świata w Wysokich Tatrach, gdzie zdobył brązowy medal w kombinacji, ulegając jedynie zwycięzcy Oddbjørnowi Hagenowi z Norwegii oraz drugiemu w konkursie Lauriemu Valonenowi z Finlandii. Na tych samych mistrzostwach razem z kolegami z reprezentacji zajął po raz kolejny czwarte miejsce w sztafecie biegowej. Wziął ponadto udział w mistrzostwach w Lahti w 1938 roku zajmując 103. miejsce w biegu na 18 km oraz 19. miejsce w kombinacji.
W 1932 roku założył firmę produkującą odzież sportową Bogner. Jego firma zaopatrzyła reprezentację olimpijską III Rzeszy na igrzyskach w 1936 roku. W czasie II wojny światowej walczył w wojsku niemieckim, aż do czasu dostania się do niewoli. Po zakończeniu wojny, w 1947 roku ponownie otworzył swoją firmę. Bogner był też jedenastokrotnym mistrzem Niemiec w biegach i kombinacji.
Jego syn – Willy Bogner reprezentował RFN w narciarstwie alpejskim.

## Osiągnięcia w biegach

### Igrzyska olimpijskie
| Miejsce | Dzień     | Rok  | Miejscowość            | Konkurencja        | Wynik     | Strata     | Zwycięzca |
| ------- | --------- | ---- | ---------------------- | ------------------ | --------- | ---------- | --------- |
| 6.      | 10 lutego | 1936 | Garmisch-Partenkirchen | Sztafeta 4 × 10 km | 2:41:33 h | +13:21 min | Finlandia |

### Mistrzostwa świata
| Miejsce | Dzień     | Rok  | Miejscowość   | Konkurencja             | Czas biegu | Strata     | Zwycięzca            |
| ------- | --------- | ---- | ------------- | ----------------------- | ---------- | ---------- | -------------------- |
| 49.     | 28 lutego | 1930 | Oslo          | 17 km stylem klasycznym | 1:19:58    | ?          | Arne Rustadstuen     |
| 12.     | 13 lutego | 1931 | Oberhof       | 18 km stylem klasycznym | 1:23:43    | +5:55      | Johan Grøttumsbråten |
| 46.     | 10 lutego | 1933 | Innsbruck     | 18 km stylem klasycznym | 1:02:11    | ?          | Nils-Joel Englund    |
| 4.      | 12 lutego | 1933 | Innsbruck     | Sztafeta 4 × 10 km      | 2:49:00    | +9:00      | Szwecja              |
| 72.     | 22 lutego | 1934 | Sollefteå     | 18 km stylem klasycznym | 1:04:29    | ?          | Sulo Nurmela         |
| 2.      | 25 lutego | 1934 | Sollefteå     | Sztafeta 4 × 10 km      | 2:40.28 h  | +10:55 min | Finlandia            |
| 12.     | 15 lutego | 1935 | Wysokie Tatry | 18 km stylem klasycznym | 1:27:50    | +9:00      | Klaes Karppinen      |
| 4.      | 18 lutego | 1935 | Wysokie Tatry | Sztafeta 4 × 10 km      | 2:42:30    | +8:04      | Finlandia            |
| 103.    | 25 lutego | 1938 | Lahti         | 18 km stylem klasycznym | 1:09:37    | +8:43      | Pauli Pitkänen       |
| 5.      | 28 lutego | 1938 | Lahti         | Sztafeta 4 × 10 km      | 2:38:42    | +13:22     | Finlandia            |

## Osiągnięcia w kombinacji norweskiej

### Igrzyska olimpijskie
| Miejsce | Dzień     | Rok  | Miejscowość            | Konkurencja   | Wynik     | Strata    | Zwycięzca      |
| ------- | --------- | ---- | ---------------------- | ------------- | --------- | --------- | -------------- |
| 12.     | 13 lutego | 1936 | Garmisch-Partenkirchen | Indywidualnie | 430.3 pkt | -48.8 pkt | Oddbjørn Hagen |

### Mistrzostwa świata
| Miejsce | Dzień     | Rok  | Miejscowość   | Konkurencja   | Czas biegu | Strata     | Zwycięzca            |
| ------- | --------- | ---- | ------------- | ------------- | ---------- | ---------- | -------------------- |
| ?       | 27 lutego | 1930 | Oslo          | Indywidualnie | 446.00 pkt | ?          | Hans Vinjarengen     |
| 11.     | 13 lutego | 1931 | Oberhof       | Indywidualnie | 439,00 pkt | -49,0 pkt  | Johan Grøttumsbråten |
| 16.     | 8 lutego  | 1933 | Innsbruck     | Indywidualnie | 454.1 pkt  | -66.6 pkt  | Sven Selånger        |
| 3.      | 13 lutego | 1935 | Wysokie Tatry | Indywidualnie | 427.60 pkt | -34.60 pkt | Oddbjørn Hagen       |
| 19.     | 27 lutego | 1938 | Lahti         | Indywidualnie | 432.60 pkt | -45.20 pkt | Olaf Hoffsbakken     |